# 中立パトロール
中立パトロール（ちゅうりつパトロール、Neutrality Patrol）は、第二次世界大戦の勃発に対応してアメリカ海軍が実施した哨戒行動及びその哨戒部隊のこと。

## 概要
1939年9月1日のドイツ軍によるポーランド侵攻で、ヨーロッパにおいて第二次世界大戦が勃発した。アメリカ合衆国大統領フランクリン・ルーズベルトは直ちに合衆国の中立を宣言した。
戦争の勃発に対する反応として、1939年9月よりアメリカ海軍では中立パトロールと称し、哨戒活動を強化した。その任務は西半球の海域で交戦国の任意の軍事行動を追跡し報告することであった。ルーズベルト大統領が東海岸および港湾付近に配置した中立パトロールを増強するため、海軍はフィラデルフィアおよびサンディエゴで保管していた77隻の駆逐艦、機雷敷設艦を再就役させた。
中立パトロールは、大西洋を横断する船団を警護するイギリス海軍艦艇に対する、アメリカ海軍艦艇による支援に繋がった。1941年10月31日、ドイツ潜水艦U-552によってルーベン・ジェームズ (USS Reuben James, DD-245) が撃沈された様に、この中立パトロールはアメリカ海軍の兵員を相当な危険に晒すこととなった。